# Гамэргаты

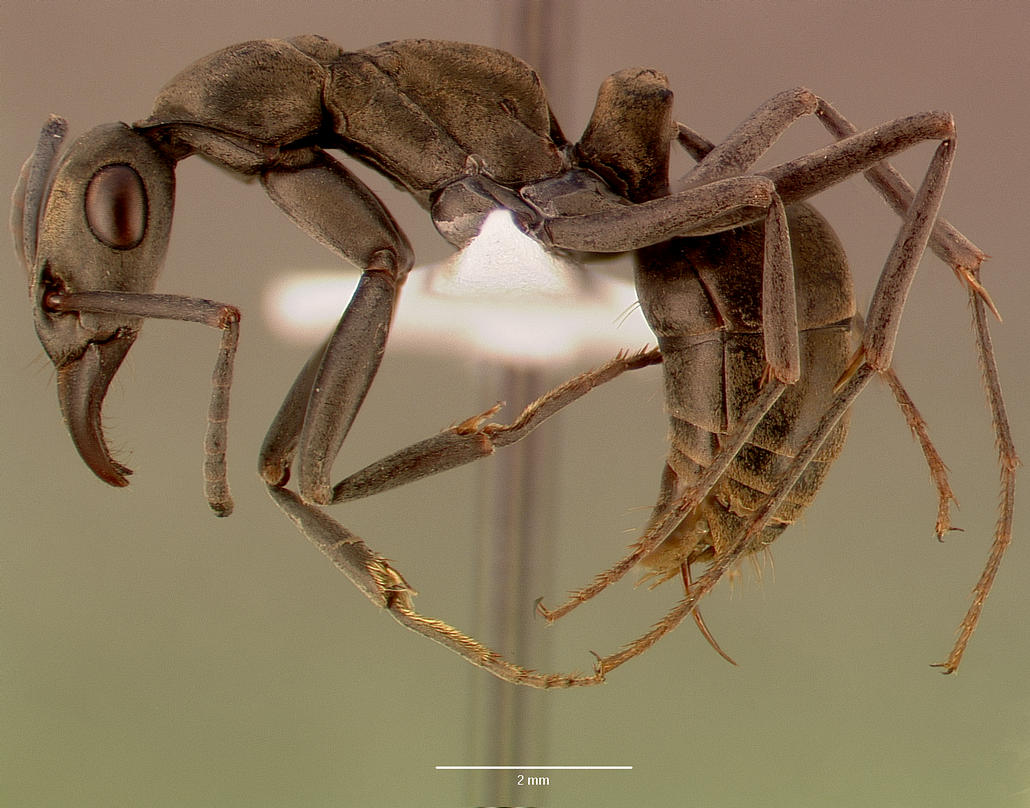
Рабочий муравей вида Ophthalmopone berthoudi (=Pachycondyla berthoudi), для которого впервые был применён термин гамэргат («gamergate»).

Гамэргаты (англ. Gamergates) — рабочие муравьи, способные к спариванию и размножению. Соответственно, семьи, в которых нет королевы, называются гамэргатными.

## Описание
Из двух встречающихся в муравейниках основных женских каст к размножению, как правило, способны только матки. Рабочие у большинства видов — это бесплодные самки. Однако у некоторых, в основном примитивных, муравьёв встречаются рабочие, у которых сохраняются действующие яйцеводы. У некоторых видов полноценные яйцеводы и сперматеки имеют все рабочие, и маток у таких видов нет вовсе. Такие рабочие муравьи (гамэргаты) способны к спариванию с самцами и могут откладывать оплодотворённые яйца. Таким образом, они выполняют роль настоящей матки.
Отличия между матками и рабочими, например у вида Harpegnathos saltator очень слабые. Новые семьи основывают одиночные матки, которых, после того, как те постареют, могут сменить гамэргаты.. Рабочие контролируют численность размножающихся особей и могут убивать некоторых гамэргатов.
Термин «Gamergate» происходит от греческих слов γάμος(gámos) и ἐργάτης(ergátēs) и означает «замужний работник». Он был придуман в 1983 году генетиком Уильямом Брауном и впервые использовался в научной литературе энтомологами Кристианом Питерсом и Робином Крю в статье 1984 года. Сближение с английским словами «gamer» («игрок») и «gate» («ворота») является случайным.

## Долголетие гамэргатов
У индийского прыгающего муравья Harpegnathos saltator, если умирает королева колонии, то рабочие муравьи сражаются за трон. Особь-победительница становится гамэргатом, приобретая принадлежность к касте королев. При этом она претерпевает морфологические изменения, которые позволяют ей начать откладывать яйца. Наряду с приобретением этой способности она обретает способность к долголетию и может прожить в пять раз дольше обычных рабочих муравьёв. Способность гамэргатов Harpegnathos к долгожительству может быть связана с повышенной экспрессией генов белков теплового шока (HSR), что частично обусловлено активацией гена транскрипционного фактора теплового шока похожего на HSF2 млекопитающих.

## Распространение
Diacamma, Harpegnathos saltator, Metapone, Myrmecia и другие.
- Понероморфы
  - Amblyoponinae
    - Stigmatomma[11][note 1]

  - Ectatomminae
    - Gnamptogenys[14]
    - Rhytidoponera[15]

  - Ponerinae
    - Bothroponera[16]
    - Diacamma[16][17]
    - Dinoponera[16][18]
    - Euponera[19]
    - Hagensia[16]
    - Harpegnathos[13][16]
    - Leptogenys[16]
    - Ophthalmopone[12][16]
    - Platythyrea[16][20]
    - Pseudoneoponera[16]
    - Streblognathus[16][21]
    - Thaumatomyrmex[16]
- Myrmeciinae

- Myrmecia

- Myrmicinae

- Metapone

## Замечания
1. ↑  В статье Ito от 1993 года в журнале Journal of Natural History автор вместо Stigmatomma ссылался на Amblyopone, так как в то время таксон Stigmatomma рассматривался синонимом рода Amblyopone.